# Meandro de Ordos

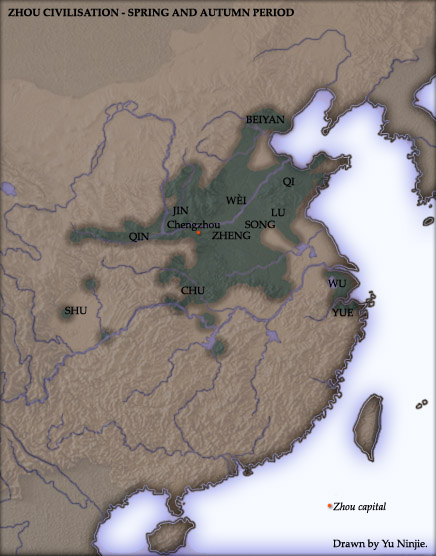
Área aproximada de la civilización china durante el período de Primaveras y Otoños. Nétese la extensión remontando el valle de Wei

El meandro de Ordos, a veces bucle o curva de Ordos (en chino, 鄂尔多斯; pinyin, Èěrduōsī) es una región de China localizada al oeste de Pekín, donde el río Amarillo describe un amplio meandro. El río fluye primero en dirección NNE, luego hacia el este y luego hacia el sur, formando tres lados de un rectángulo irregular. El cuarto lado, el lado sur, está formada por el río Wei que nace cerca de la esquina suroeste y fluye hacia el este hasta la esquina sureste. En el sentido horario y partiendo del vértice suroeste, los lados de ese rectángulo tienen alrededor de 640, 320, 600, y 565 km. En el vértice sureste, el río Amarillo se vuelve en dirección este y se abre camino a través de las montañas por el paso de Hangu hasta adentrarse en la llanura del Norte de China.
Las precipitaciones, y por ello la población, disminuyen rápidamente a medida que se avanza hacia el norte. El valle del río Wei, en el sur, está densamente poblado y es uno de los antiguos centros de la civilización china. El norte es una región de pastizales y desiertos (desierto de Ordos) y forma parte de Mongolia Interior. La Gran Muralla China corta aproximadamente a través del centro, separando los nómadas del norte del sur agrícola. La región de Ordos propiamente dicha es la zona situada al norte de la muralla. Aunque esta área rectangular es obvia en un mapa, el norte y el sur son tan diferentes que la región no se puede decir que tenga una historia común.
Al sur del valle del Wei están las altas montañas Qin, que lo separan del valle del río Han, un afluente del río Yangtze. Más al sur y un poco al oeste está la cuenca de Sichuan. Al este se encuentran las montañas Luliang que forman el lado oeste de la meseta de Shanxi. Al norte y noroeste se encuentran las praderas de Mongolia Interior. La esquina suroeste se funde en la meseta tibetana.
Una antigua tradición dice que el pueblo chino entró en China, descendiendo el río Wei. Hacia el año 1000 a. C. la civilización china estaba centrada en el lado oeste de la llanura del norte de China, con una extensión superando el valle de Wei y una extensión al norte hasta el río Fen. El valle Inferior del Wei valle sigue siendo aún una de las zonas más densamente pobladas de China. Los gobernantes afincados en el valle del Wei tenían una ventaja ya que las montañas al este eran una fortificación natural y disponían fácilmente de caballos de guerra en las praderas del norte. La dinastía Zhou y la dinastía Qin comenzaron en el valle del Wei. Xi'an, en la parte inferior del valle, fue varias veces la capital de China. En la dinastía Tang el centro económico de China ya se había desplazado hacia el valle del Yangze y la región de Wei se volvió en parte dependiente de los alimentos importados por el Gran Canal de China.
Al norte del valle del Wei está la meseta de Loes, con sus barrancos y casas cueva. Es el loess de esta región el que hace que los sedimentos enturbien el río Amarillo. Debido a las escasas y variables precipitaciones, la región fue antiguamente conocida por la sequía y las hambrunas. Por debajo de la meseta de loess está una de las cuencas carboníferas más grandes de China. Al norte y oeste de la meseta de Loes las praderas y el desierto pertenecen, históricamente y culturalmente, a Mongolia.

## El curso de ambos ríos
En la esquina suroeste, cerca de donde el río Amarillo emerge de la meseta tibetana está Lanzhou, la ciudad más occidental de las grandes ciudades del norte de China y capital de la provincia de Gansu. Al oeste de Lanzhou está Xining, desde donde partían las caravanas (y ahora el ferrocarril Qinghai–Tíbet) hacia Lhasa. Al norte de Xining el corredor de Hexi o de Gansu discurre a lo largo del límite norte de la meseta tibetana. Este corredor y el valle de Wei fueron la principal ruta de la seda desde la propia China hasta la cuenca del Tarim y al oeste. Río abajo de Lanzhou, hacia el norte,  hay una garganta a través del condado de Gaolan y Baiyin. El río emerge desde las montañas y entra en Ningxia cerca de Zhongwei. Corre hacia el este con el desierto de Tengger, en Mongolia Interior, en el norte, y colinas al sur. Se gira hacia el norte a través de un país seco hasta pasar la presa de Qingtongxia que irriga amplias zonas de regadío en torno a la ciudad de Wuzhong. Continúa hacia el norte más allá de Yinchuan, la capital de Ningxia. Al oeste están las montañas Helan. El río deja la punta norte de Ningxia y se interna por el sur de Wuhai, fluyendo a través del desierto y entra en una gran área irrigada en Dengkou. En la esquina noroeste, las montañas Lang fuerzan al río a girar hacia el este cerca de Linhe. Aquí hay una zona de regadío entre las montañas y el río y el desierto hacia el sureste. Cerca del centro de la franja septentrional está la gran ciudad y la zona de regadío de  Baotou. El principal carretera al sur va desde Baotou a Xian. Cerca de 110 km al noreste de la curva noreste está Hohot, la capital de Mongolia Interior. El río gira hacia el sur, entrando en la meseta de loess y formando una garganta de al menos 60 m por debajo de las colinas circundantes. No hay grandes ciudades en esta región. Hay una presa aparentemente llamado Wanjia y otra más al sur y luego la catarata de Hukou del río Amarillo, la segunda por volumen mayor de China. El río sale de la garganta cerca de Hancheng,  recibe al río Fen desde el este y al río Wei desde el oeste. En su unión con el Wei, el río Amarillo gira al este hacia la llanura del norte de China. Se puede ir aguas arriba por el valle del Wei, con las montañas Qin con el Monte Hua en el sur pasado Weinan hasta Xi'an, la antigua capital de China y ahora una gran ciudad. Al oeste de Xi'an está Xinyang, la capital de la Dinastía Qin. El río sale de las montañas al oeste de Baoji. Hay una presa, el río se estrecha y se convierte en amarillo y el ferrocarril necesita muchos puentes y túneles hasta llegar a Tianshui. Aguas arriba diversos afluentes se extienden en la dirección de Lanzhou. 